# Forest Lake (Minnesota)
Forest Lake ist eine Stadt (mit dem Status „City“) im Washington County im südöstlichen Zentrum des US-amerikanischen Bundesstaates Minnesota. Das U.S. Census Bureau hat bei der Volkszählung 2020 eine Einwohnerzahl von 20.611 ermittelt.
Forest Lake ist Bestandteil der Metropolregion Minneapolis–Saint Paul.

## Geografie
Forest Lake liegt rund um den gleichnamigen See im nordöstlichen Vorortbereich von Minneapolis und Saint Paul auf 45°16′34″ nördlicher Breite und 92°59′05″ westlicher Länge. Die Stadt erstreckt sich über 92,05 km², die sich auf 79,15 km² Land- und 12,9 km² Wasserfläche verteilen.
Benachbarte Orte von Forest Lake sind Wyoming (an der nördlichen Stadtgrenze), Chisago City (14,7 km nordöstlich) Scandia (an der östlichen Stadtgrenze), Hugo (an der südlichen Stadtgrenze) sowie Columbus (an der westlichen Stadtgrenze).
Das Stadtzentrum von Minneapolis liegt 47,4 km in südwestlicher Richtung; das Zentrum von Saint Paul, der Hauptstadt von Minnesota, befindet sich 43,8 km südsüdwestlich.

## Verkehr
Durch den Nordwesten des Stadtgebiets verläuft die Interstate 35, die die schnellste Verbindung von Saint Paul nach Duluth nahe der Grenze zu Kanada bildet. Der U.S. Highway 61 führt als Hauptstraße durch das Stadtzentrum. Am nördlichen Stadtrand befindet sich der westliche Endpunkt des U.S. Highway 8. Südlich des Stadtzentrums wird der US 61 von der Minnesota State Route 97 gekreuzt. Alle weiteren Straßen innerhalb von Forest Lake sind untergeordnete Fahrwege oder innerstädtische Verbindungsstraßen.
Mit dem Forest Lake Airport befindet sich südlich des Stadtzentrums ein kleiner Flugplatz auf dem Stadtgebiet von Forest Lake. Der nächste Großflughafen ist der Minneapolis-Saint Paul International Airport (54,9 km südsüdwestlich).

## Geschichte
Die Forest Lake Township wurde  am 11. März 1874 eingerichtet. Die Stadt Forest Lake bekam am 11. Juli 1893 dem Status einer selbstverwalteten Kommune. Im Jahr 2001 wurde die Forest Lake Township aufgelöst und das gesamte Gebiet der Stadt Forest Lake zugeschlagen.

## Demografische Daten
Nach der Volkszählung im Jahr 2010 lebten in Forest Lake 18.375 Menschen in 7014 Haushalten. Die Bevölkerungsdichte betrug 232,2 Einwohner pro Quadratkilometer. In den 7014 Haushalten lebten statistisch je 2,6 Personen.
Ethnisch betrachtet setzte sich die Bevölkerung zusammen aus 94,7 Prozent Weißen, 1,1 Prozent Afroamerikanern, 0,4 Prozent amerikanischen Ureinwohnern, 1,5 Prozent Asiaten, 0,1 Prozent Polynesiern sowie 0,6 Prozent aus anderen ethnischen Gruppen; 1,7 Prozent stammten von zwei oder mehr Ethnien ab. Unabhängig von der ethnischen Zugehörigkeit waren 2,3 Prozent der Bevölkerung spanischer oder lateinamerikanischer Abstammung.
26,3 Prozent der Bevölkerung waren unter 18 Jahre alt, 62,4 Prozent waren zwischen 18 und 64 und 11,3 Prozent waren 65 Jahre oder älter. 50,3 Prozent der Bevölkerung war weiblich.
Das mittlere jährliche Einkommen eines Haushalts lag bei 65.985 USD. Das Pro-Kopf-Einkommen betrug 32.074 USD. 8,1 Prozent der Einwohner lebten unterhalb der Armutsgrenze.

## Söhne und Töchter der Stadt
- Michael Olheiser (* 1975), Radrennfahrer
- C. J. Suess (* 1994), Eishockeyspieler